# Rebel Extravaganza
Rebel Extravaganza četvrti je studijski album norveškog black metal-sastava Satyricon. Diskografska kuća Moonfog Productions objavila ga je 6. rujna 1999.

## O albumu
Frontmen Satyr izjavio je da su stihove na uratku obilježava „velika mizantropija” te da je sam uradak „leden”, „ciničan” i „beživotan”.
Premda se na uratku nalaze obilježja industrijske glazbe, bubnjar Frost komentirao je: „U Satyriconovoj glazbi ne čujem toliko utjecaj industrijske glazbe... Znam da je nekoliko ljudi zaključilo da Rebel Extravaganza sadrži hrpu osobina [...] industrijske glazbe, ali čujem ih relativno rijetko, svakako ne prevladavaju na albumu.”
Skupina je također izjavila da je album nadahnulo to što se činilo kako su u black metalu „romantika i sisanje krvi postali važniji od tame i ekstrema”.

## Popis pjesama
Tekstovi: Satyr. 
| 1.    | »Tied in Bronze Chains«                        | Satyr, Død             | 10:56 |
| 2.    | »Filthgrinder«                                 | Satyr                  | 6:39  |
| 3.    | »Rhapsody in Filth« (instrumentalna pjesma)    | Satyr                  | 1:38  |
| 4.    | »Havoc Vulture«                                | Satyr, Død, S.W. Krupp | 6:45  |
| 5.    | »Prime Evil Renaissance«                       | Satyr                  | 6:13  |
| 6.    | »Supersonic Journey«                           | Satyr                  | 7:49  |
| 7.    | »End of Journey« (instrumentalna pjesma)       | Satyr                  | 2:18  |
| 8.    | »A Moment of Clarity«                          | Satyr                  | 6:40  |
| 9.    | »Down South, Up North« (instrumentalna pjesma) | Satyr                  | 1:13  |
| 10.   | »The Scorn Torrent«                            | Satyr                  | 10:23 |
| 60:34 |                                                |                        |       |

## Recenzije
| Recenzije           | Recenzije |
| Izvor               | Ocjena    |
| ------------------- | --------- |
| AllMusic            | [ 5 ]     |
| Chronicles of Chaos | 9/10      |
| Metal.de            | 4/10      |
| Sputnikmusic        | 3/5       |

Album je podijelio kritičare. Pedro Azevedo dao mu je devet bodova od njih deset u recenziji za Chronicles of Chaos i izjavio je da je sastav „stvorio izvanredan album”. Posebno je pohvalio gitarske dionice nazvavši ih „inovativnim” te je dodao da uradak sadrži i „prikladnu produkciju”, „zlobne vokale” i „iznimno učinkovite i raznolike ritmičke strukture”. Sputnikmusicov recenzent komentirao je da na „albumu ima svega i svačega, svakako ima nekih dobrih dijelova, ali katkad jednostavno zvuči previše dosadno” te da bi ga trebali poslušati „samo najveći obožavatelji sastava”. Dao mu je tri boda od njih pet.
Recenzent Daniel dao mu je četiri boda od njih deset u osvrtu za Metal.de napisavši da, zanemare li se „izvrsne glazbene vještine glazbenika koji su sudjelovali [u snimanju albuma]”, album „nudi vrlo malo toga”. Dodao je da „sama činjenica da su [na album] uvrštena obilježja stranih stilova ne čini taj prosječni album modernim ili čak prekretnicom koja postavlja nove trendove”. U recenziji za AllMusic Leslie Mathew daje mu dvije i pol zvjezdice od njih pet i izjavljuje kako pjesme „predugo traju” premda su „dobro izvedene i snimljene” te zaključuje da je uradak „slušljiv, ali svima koji nisu vatreni obožavatelji neće biti dovoljno zanimljiv”.

## Zasluge
| Satyricon - Satyr – vokal, gitara, efekti, bas-gitara, sintesajzer; produkcija, miksanje, mastering, umjetnički direktor - Frost – bubnjevi Ostalo osoblje - Espen Berg – mastering - Marcel Lelienhoff – fotografija - Svein Solberg – inženjer zvuka gitare (na pjesmi „Supersonic Journey”) - Union – dizajn | Dodatni glazbenici - Bjørn Boge – bas-gitara bez pragova (na pjesmi „The Scorn Torrent”) - Geir Bratland – sintesajzer (na pjesmi „Supersonic Journey”) - Død – pojedini rifovi (na 1. i 4. pjesmi) - Fenriz – udaraljke (na 4. i 5. pjesmi) - Mike Hartung – efekti; miksanje, inženjer zvuka - Ra – efekti - S.W. Krupp – efekti; gitara (na 2., 8. i 10. pjesmi); pojedini rifovi (na pjesmi „Havoc Vulture”) - Lasse Hafreager – Hammondove orgulje (na pjesmi „Havoc Vulture”) - Anders Odden – ritam-gitara (na 1., 5. i 6. pjesmi); solistička dionica na gitari (na pjesmi „Tied in Bronze Chains”) - Stelbis – ženski zborski vokali (na pjesmi „Down South, Up North”) |

## Ljestvice
| Ljestvica | Najviša pozicija |
| --------- | ---------------- |
| Finska    | 27.              |
| Norveška  | 32.              |